# Резня в Вочине
Резня в Вочине (хорв. Pokolj u Voćinu, серб. Злочин у Воћину) — массовое убийство хорватских гражданских лиц в деревне Вочин сербскими полувоенными формированиями в декабре 1991 года, во время Войны в Хорватии.
По данным МТБЮ, число погибших составило 32 человека, однако по данным начальника местной хорватской полиции были убиты 45 человек. Последствия преступления в том, что оно является одним из наиболее задокументированным случаем жестокости на войне, так как иностранные медицинские эксперты находились в селе, как только оно было освобождено хорватскими силами и они сумели провести судебно-медицинские экспертизы.

## Бои вокруг Вочина
Вочин является одной из деревень, расположенных в Западной Славонии, один из трех основных областей движения местного сербского населения против нового правительства Хорватии в период 1990-91 годов. Прибытие югославской армии (ЮНА) в эту область в середине 1991 года стало началом наступления для захвата сербами районов, которые они прежде не контролировали (например, с большинством хорватского населения). Одной из деревень захваченных во время этих наступательных операций был Вочин, который был обстрелян и захвачен утром 19 августа. Сербские силы вступили в контакт с местными сербами, которые помогали им составлять списки неблагонадёжных хорватов. До войны в деревне жило 426 человек, из которых до 80 хорватов были захвачены в плен.
По свидетельствам выживших, деревня находилась под военной оккупацией со стороны военизированных формирований Белые орлы (называвших себя четниками) и его жителей они «рассматривали как рабов», чинили злоупотребления, эксплуатировали и убивали. В ноябре 1991 года Воислав Шешель (основатель и руководитель Белых орлов) посетил Вочин и провоцировал войска сжигать дома и убивать мирных жителей в селах Вочин, Хум, Бокане и Крашкович.
К декабрю хорватская армия в этом районе перегруппировалась и начала Операцию Оркан 91. Сербские силы начали общее отступление и решили оставить деревню. Перед уходом, 13 декабря они совершили массовое убийство. Вочин был вновь занят на следующее утро хорватскими силами. Когда они вошли в село, они нашли тела убитых на улицах, в сожженных домах и во дворах.
Конгрессмен Фрэнк Макклоски (демократ от штата Индиана) был в этом районе, когда получил сообщения о том, что произошло. Он приехал в то время, когда село только заняли хорватские войска. Часть жителей выжили, спрятавшись, и давали показания через несколько часов после событий, а также давали показания, захваченные в плен члены военизированных формирований сербов. Конгрессмен связался с доктором Джерри Блашкович из Университета Южной Калифорнии, американским врачом, находившимся в Хорватии в то время, чтобы он устроил проведение судебно-медицинских экспертиз погибших в Загребе.

## Массовое убийство
За одним исключением, все жертвы были хорватскими католическими жителями деревни. Большое количество было пожилых людей — половина жертв были старше 62 лет, самой старшей было 84 года. Большинство молодых людей, особенно мужчин, из деревни бежали, либо были арестованы сербами и отправлены в неизвестном направлении.
Почти все жертвы подвергались насилию, пыткам, а затем были убиты. Двое из погибших, муж и жена, были найдены связанными цепями и сожженными. Последующий химический анализ тканей осуществлённый в университетской лаборатории Медицинской школы Загреба показал, что они были сожжены заживо. У других черепа были расколоты или разрезанные пополам ещё при жизни. Большое количество жертв было убито при помощи цепных пил, ножей, топоров и другого оружия.
Одна из погибших, Мария Мажданджич, 72 года, была американской гражданкой, родившейся в городе Эри, штат Пенсильвания. Она погибла в своё доме, который был сожжен. Она была первой американской жертвой этого конфликта. Нехорватской жертвой массового убийства был 77-летний серб, который пытался вмешаться от имени своих хорватских односельчан, чтобы остановить резню. Его пытали, а затем забили до смерти.
Католической церковь Вочинской Богоматери, построенная около 750 лет назад, была разрушена. Сербы сложили некоторые тела в церкви, где они пытались их уничтожить с использованием взрывчатых веществ — в фундамент церкви были заложены боеприпасы, так как она использовалась в качестве центрального склада боеприпасов. Несмотря на попытку уничтожения тела были обнаружены в конце концов. Большое количество других людей, включая детей, пропали без вести.

## Последствия
Часть людей выжило из тех, которые находились в деревне во время резни. Они выжили, прячась в подвалах и на кукурузных полях и были свидетелями того, что произошло.
Некоторые из сербов не смогли отступить со своими частями и были захвачены в плен и допрошены. Помимо предоставления информации о совершённых убийствах, сербские солдаты признались, что члены группировок Воислава Шешеля, в том числе «печально известные» Белые орлы, действовали по прямому приказу из Белграда.
Конгрессмен Макклоски организовал пресс-конференцию в отеле Инерконтиненталь в Загребе, на следующее утро, где он рассказал, что произошло, назвав резню в Вочине актом геноцида. После этого он стал ярым критиком сербской/югославской стороны в войне в Хорватии и Боснии. Он был одним из первых, кто требовал воздушных ударов по сербским силам.

## Расследование
В начале августа 1991 года сербские силы, включая добровольческие отряды «людей Шешеля» и «Белые орлы» взяли под контроль Вочин. 13 декабря 1991 года, в то время как сербские войска выводились из Вочина и его окрестностей, они ходили от дома к дому, убивая значительную часть оставшегося хорватского гражданского населения. В общей сложности 32 гражданских лица были убиты 13 декабря 1991 года. Выжили только те, кто спрятался и которых сербские силы не нашли.— Обвинительное заключение по военным преступлениям против Милошевича и других
Обширная документация о резне была включена в обвинения МТБЮ против сербского президента Слободана Милошевича и Воислава Шешеля. Милошевич умер, находясь под следствием. Суд над Шешелем продолжается до сих пор.